# António de Magalhães (jesuíta)
O padre António de Magalhães (1677-1735) foi 1º embaixador da China em Portugal.

### Família

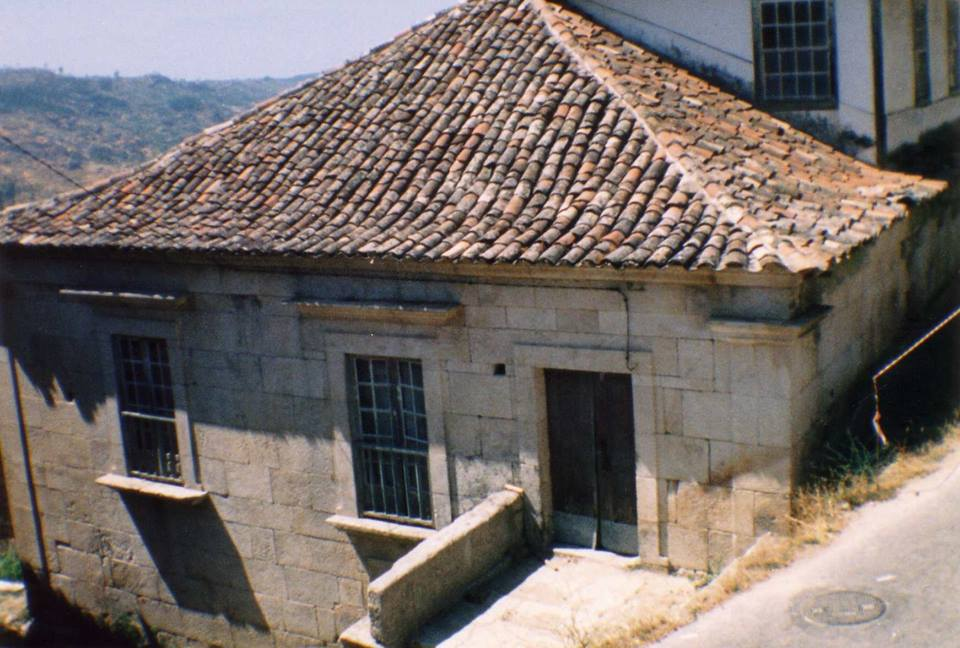
Casa do Cabo, em Cortiçô, onde nasceu o Padre António de Magalhães

Nascido na Casa do Cabo, freguesia de Cortiçô, Fornos de Algodres, a 5 de Julho de 1677 e falecido em Pequim a 24 de Março de 1735, sendo sepultado no cemitério de Chala. Era filho de João Rebello de Magalhães, fidalgo da Casa Real, senhor da Casa do Cabo em Cortiçô e de D. Bernarda Teixeira da Silva Delgado, natural da cidade do Porto, neto paterno de Tomé Rebello de Campo, natural de Viseu e de D. Ana de Magalhães, natural de Bairros (Castelo de Paiva), neto materno do Lic. Roque Teixeira da Silva, natural do Porto (licenciado em Leis, advogado no Porto e tesoureiro da Câmara) e de Maria dos Anjos Delgado Pinto, natural de Arrifana de Sousa (Penafiel). O Padre Magalhães era irmão do Abade das Chãs de Tavares, João Rebelo de Magalhães licenciado em Cânones (Universidade de Coimbra), era sobrinho-neto do Dr. António de Magalhães, ouvidor da Capela Real, deputado do Santo Ofício e desembargador do arcebispado de Lisboa e ainda primo do Padre Sebastião de Magalhães, religioso de prestígio e confessor do Rei.

### Antecedentes
Missionário em Macau desde 1696 e em Pequim a partir de 1716. Em 1720 António de Magalhães, foi encarregado pelo imperador da China Kangxi de ser portador de um presente para o rei D. João V.   e outro para o Papa Clemente XI.. A embaixada saiu da China a 3 de Março de 1721. Essa embaixada trazia presentes para o rei contidas em 60 caixas cuja avaliação foi de 300.000 cruzados. Só as 7 pérolas foram estimadas cada uma em 14.000 cruzados e entre outras coisas contavam-se flores artificiais feitas pelo próprio Imperador. A recepção à embaixada teve lugar no dia 22 de Dezembro.

### A Viagem
A embarcação que o levou, a "Rainha dos Anjos" levava 136 objetos de porcelana e vidro esmaltado da Era Kangxi (1662-1722). Hoje, existe apenas um vaso daquele período, exposto no Museu Imperial da China, o principal daquele país. Com as peças, que seriam dadas ao Papa Clemente XI e ao rei português,  João V, Kangxi queria mostrar ao Ocidente como eram desenvolvidas as técnicas artísticas que patrocinava. Os presentes também tinham significado político, depois de quase duas décadas de hostilidades entre o Ocidente e Kangxi. Em 1705, o papa tinha enviado à China o italiano Maillard de Tournon, com a missão de levar a fé católica a Pequim. Kangxi o recebeu cordialmente, mas, ao saber que o Vaticano reprovava rituais típicos da sociedade chinesa, mandou prendê-lo. Tournon morreu atrás das grades em 1710. Clemente XI não desistiu da China. Em 1720, mandou Carlo Ambrogio Mezzabarba para espalhar o catolicismo pelo império de Kangxi. Desta vez, porém, instalou-o em Macau, uma colônia portuguesa - e, portanto, fiel ao Vaticano. Mezzabarba causou melhor impressão que seu antecessor. Kangxi lhe deu presentes e nomeou um embaixador, o padre jesuíta Antônio de Magalhães, para representá-lo em Portugal. Magalhães e Mezzabarba voltariam para terras lusitanas em 1722, na Rainha dos Anjos. A viagem marítima entre Lisboa e o Oriente durava três meses. O Rio de Janeiro tornou-se escala indispensável no trajeto, conhecido como "volta larga". A nau já estava atracada aqui há pouco mais de um mês. Para participar de um jantar no Mosteiro de São Bento, o capitão do navio ordenou a um dos marinheiros que fosse à dispensa pegar algumas louças. Da ordem ao incêndio passaram-se apenas algumas horas. Mezzabarba, em terra firme, testemunhou atônito à queima da embarcação e dos valiosos presentes que transportava. Os tripulantes e guardas fugiram a nado, em direção a barcos que se aproximavam para oferecer ajuda. Na cidade, dizia-se que o marinheiro que esqueceu a vela teria se escondido no Colégio dos Padres da Companhia de Jesus, para logo depois desaparecer, sem deixar rastro.

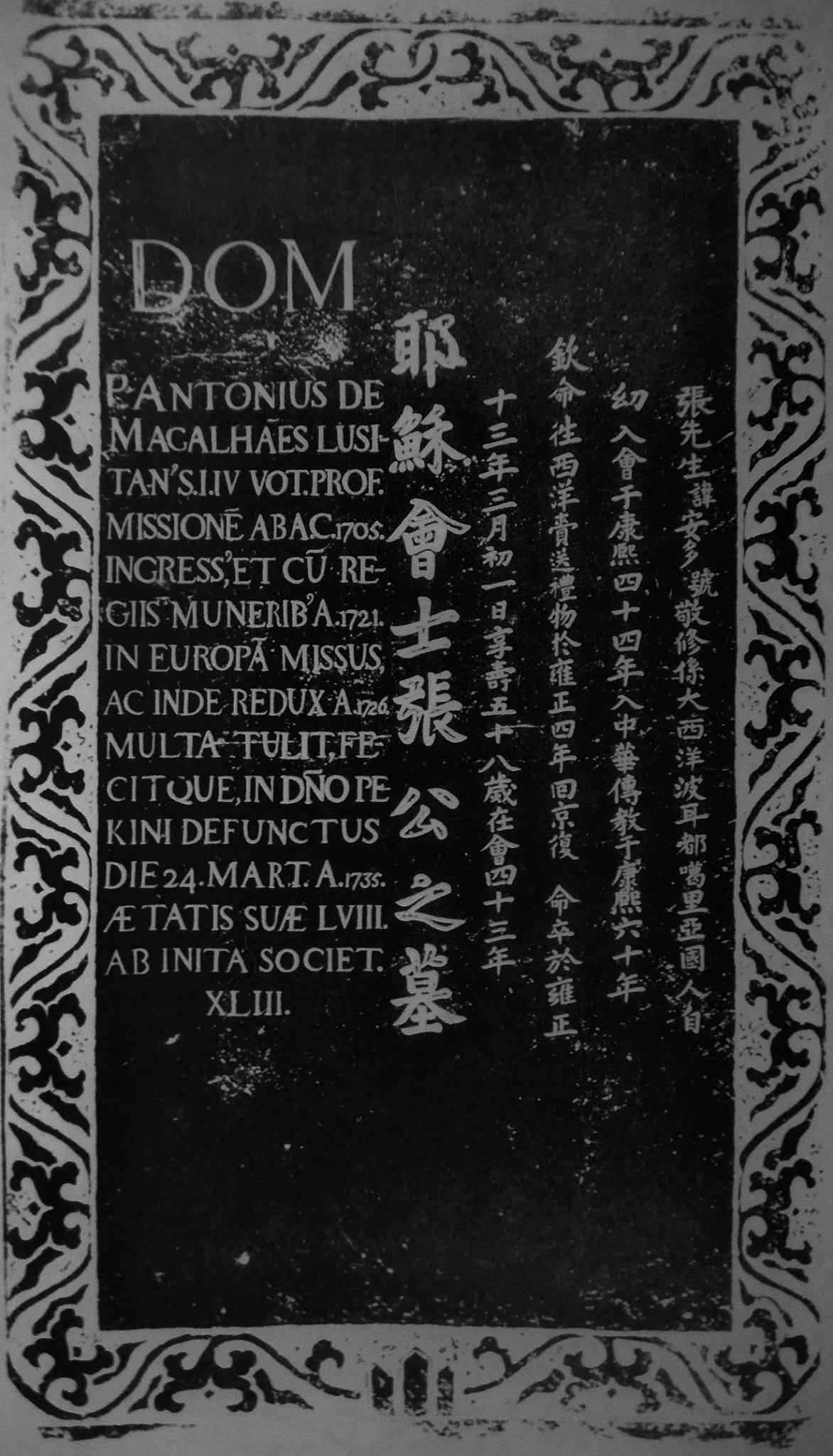
Inscrição da sepultura do Padre António de Magalhães em Pequim

O Padre Magalhães foi depois embaixador de Portugal à China (1725).